# Hibernatus
Hibernatus (ve francouzském originále Hibernatus) je francouzsko-italská sci-fi komedie z roku 1969. Hlavní roli zde ztvárnil Louis de Funès.

## Děj
Hubert de Tartas je bohatý obchodník a zastánce moderní vědy. Když je v Grónsku objeveno zmrzlé tělo neznámého muže, který se stal obětí nehody plavidla, které zde ztroskotalo v roce 1905, je naprosto fascinován, když vědci oznámí, že muž byl rozmražen, a opět ožívá. Jeho nadšení trvá ovšem jen do chvíle, než zjistí, že rozmražený muž je dědečkem jeho manželky Edmée, Paul Fournier. Ten se totiž automaticky stává majitelem továrny a veškerého majetku, který vždy patřil právě rodině Edmée.
Proto se de Tartas snaží manželku přesvědčit, že by dědečka měli nechat vědě. Ta ovšem nesouhlasí, a jediné schůdné východisko vidí v navrácení dědečka do rodiny. De Tartas je pod tlakem Edmée donucen změnit názor, jenže vědci Fourniera nechtějí vydat. Proto ho unesou a schovají v klášteře. Lékaři nakonec dědečka vydají, ovšem pod podmínkou, že nesmí prožít žádný psychický šok. Ten by ho ovšem čekal okamžitě poté, co by spatřil moderní automobil, televizor, letadlo nebo jinou vymoženost. Proto je celý de Tartasův dům i blízké okolí proměněno v idylku z počátku 20. století.
Edmée využije podobnosti dědečkovy matky, a vydává se za ní, zatímco de Tartas je nucen předstírat nápadníka své vlastní ženy, aby mohl zůstat doma. Tento stav přináší řadu komických situací, ale také silné nervové vypětí pro de Tartase, který to nakonec nevydrží, a řekne dědečkovi pravdu.
Toho žádný velký šok nepostihne, a zanedlouho se již žení s dívkou, která se měla původně provdat za de Tartasova syna.

## Obsazení
| Louis de Funès   | Hubert de Tartas            |
| Claude Gensac    | Edmée, Hubertova manželka   |
| Bernard Alane    | rozmražený Paul Fournier    |
| Olivier de Funès | Didier, syn Huberta a Edmée |
| Paul Préboist    | sluha Karel                 |
| Michael Lonsdale | profesor Edouard Lauriebat  |
| Pascal Mazzotti  | profesor Bibolini           |